# Korps der Jungen Pioniere

Emblem des Koreanischen Jugendkorps, Motto 항상 준비! Hangsang junbi! „Immer bereit!“

Das Korps der Jungen Pioniere (koreanisch 조선소년단, revid. Romanisierung Joseon Sonyeondan) ist ein Jugendverband in Nordkorea und wie fast alle Massenorganisationen des Landes der Partei der Arbeit Koreas (PdAK) unterstellt. Gegründet wurde der Verband am 6. Juni 1946. Die Mitgliedschaft ist ab einem Alter von 9 Jahren möglich und dauert bis zum 15. Lebensjahr an, anschließend wird man Mitglied des Sozialistischen Patriotischen Jugendverbands. Die Organisation ist hauptsächlich an Grund- und Mittelschulen aktiv. Eine der wichtigsten Aufgaben ist die Indoktrination der Chuch’e-Ideologie, d. h. eine Erziehung im Sinne der Partei.

## Veranstaltungen
Schüler dürfen jährlich an einem Jugendlager teilnehmen, welches im Zeitraum zwischen April und Oktober für 3–12 Tage stattfindet.

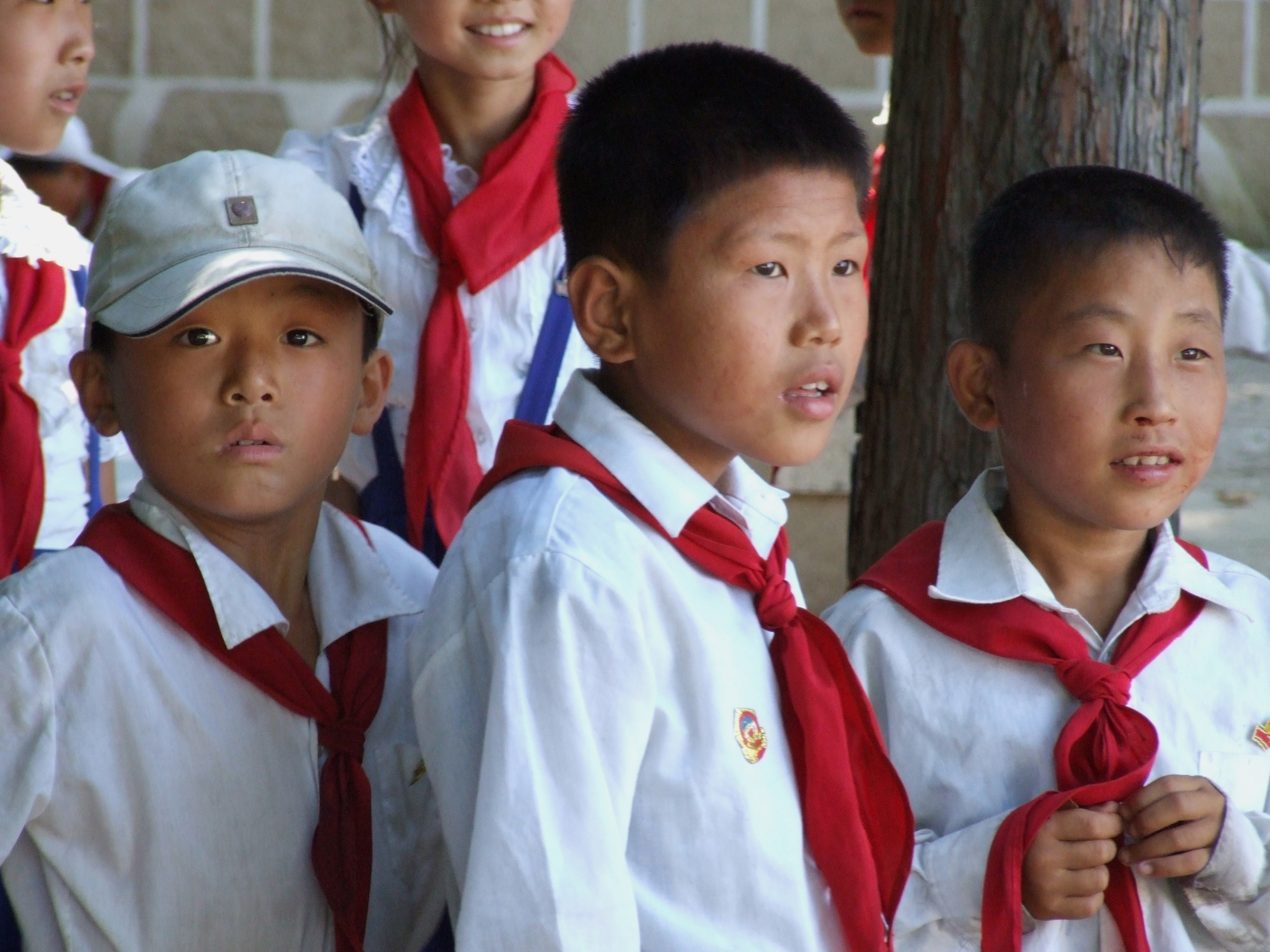
Nordkoreanische Schulkinder mit der typischen Uniform des Koreanischen Jugendkorps